# 池田正己
池田 正己（いけだ まさき、1952年7月17日 - ）は、日本の実業家。ホテルオークラ東京代表取締役会長兼社長総支配人を経て、同社代表取締役会長、日韓経済協会副会長、日本ホテル協会副会長。

## 人物・経歴
東京都出身。1975年東京農工大学工学部工業経営管理専攻卒業、同年、大成観光（現ホテルオークラ）入社。社長室経営企画課長、事業部情報システム課長を経て、2005年ホテルオークラ東京ベイ管理部長に出向。2006年ホテルオークラ東京ベイ取締役管理部長。2008年ホテルオークラ東京ベイ常務取締役副総支配人兼管理統括部長、ホテルオークラ執行役員。2010年ホテルオークラ東京ベイ代表取締役専務総支配人。2011年ホテルオークラ上席執行役員。2012年ホテルオークラ東京ベイ代表取締役社長、ホテルオークラ取締役に昇格。2013年ホテルオークラ取締役常務執行役員管理本部長。2014年からホテルオークラ東京代表取締役社長を務め、2017年から同社取締役会長を兼務。2019年日本ホテル協会副会長。2019年ホテルオークラ東京代表取締役会長。日韓経済協会副会長、2020年、藍綬褒章受章。